# Tōdai-ji
Tōdai-ji (東大寺 tōdaiji?, Marele Templu din Răsărit) este un templu budist din orașul Nara, din Japonia. Templul Tōdai-ji este cel mai mare templu budist din această țară, și unul dintre cele mai vechi. Aici se desfășoară anual sărbătorile și ritualurile religioase naționale. În prezent templul aparține sectei Kegon.

## Istorie
În anul 741 d.Hr., împăratul Shōmu a emis un edict prin care ordona construirea în întreaga țară a așa-numitelor temple provinciale (kokubunji (国分寺?)), drept elemente doveditoare ale biruinței religiei budiste în întreaga țară. În acest context, în anul 745 a fost construit templul Tōdai-ji cu rolul de templu al provinciei Yamato (actualmente prefectura Nara) și de templu imperial, superior tuturor celorlalte temple. De asemenea, Tōdai-ji a fost templu administrativ al celor șase secte budiste venite din China: Ritsu, Kusha, Jōjitsu, Sanron, Hossō și Kegon. Scrierile epocii spun că toate cele șase secte aveau la Tōdai-ji birouri, altare și biblioteci proprii.
În anul 752 a avut loc sfințirea Marelui Buddha (Daibutsu) din sala principală a templului, eveniment ce atrage mulți vizitatori veniți din China și Coreea. Statuia îi este dedicată lui Buddha Vairocana (Dainichi Nyorai) și are o înălțime de 15 metri.
În anul 754 sosește în Japonia, la invitația împărtului Shōmu, vestitul călugăr chinez Ganjin (688-763). El este cel ce a introdus ritualul de hirotonire (kaidan), un an mai târziu construinduse la Tōdai-ji primul altar de hirotonire (kaidan-in) din Japonia. Toți noii preoți și călugări budiști trebuiau să vină aici pentru a fi hirotonisiți. Printre clericii budiști ce au fost hirotonisiți aici se numără celebrul Saichō (767-822) și Kūkai (774-835). Tot aici aveau loc și alte ceremonii importante, ca de exemplu celebrul ritual Omizutori.
Cu timpul, influența templului Tōdai-ji a scăzut, deoarece capitala a fost mutată la Kyoto, apoi la Kamakura. Un alt motiv al decăderii sale ar fi faptul că Tōdai-ji își pierde puterea în favoarea altor temple, precum Enryaku-ji, care obțin autonomia de a-și hirotonisi proprii preoți.
În următorii ani apar diferite încercări nereușite de a readuce puterea demult pierdută a templului. Cu toate acestea, Tōdai-ji rămâne cel mai important templu budist din Japonia. În prezent, templul joacă rolul de centru atât religios, petrecându-se aici ceremonii și procesiuni  budiste, cât și cultural-istoric, găzduind expoziții și fiind una din principalele atracții turistice a orașului Nara.

## Arhitectură

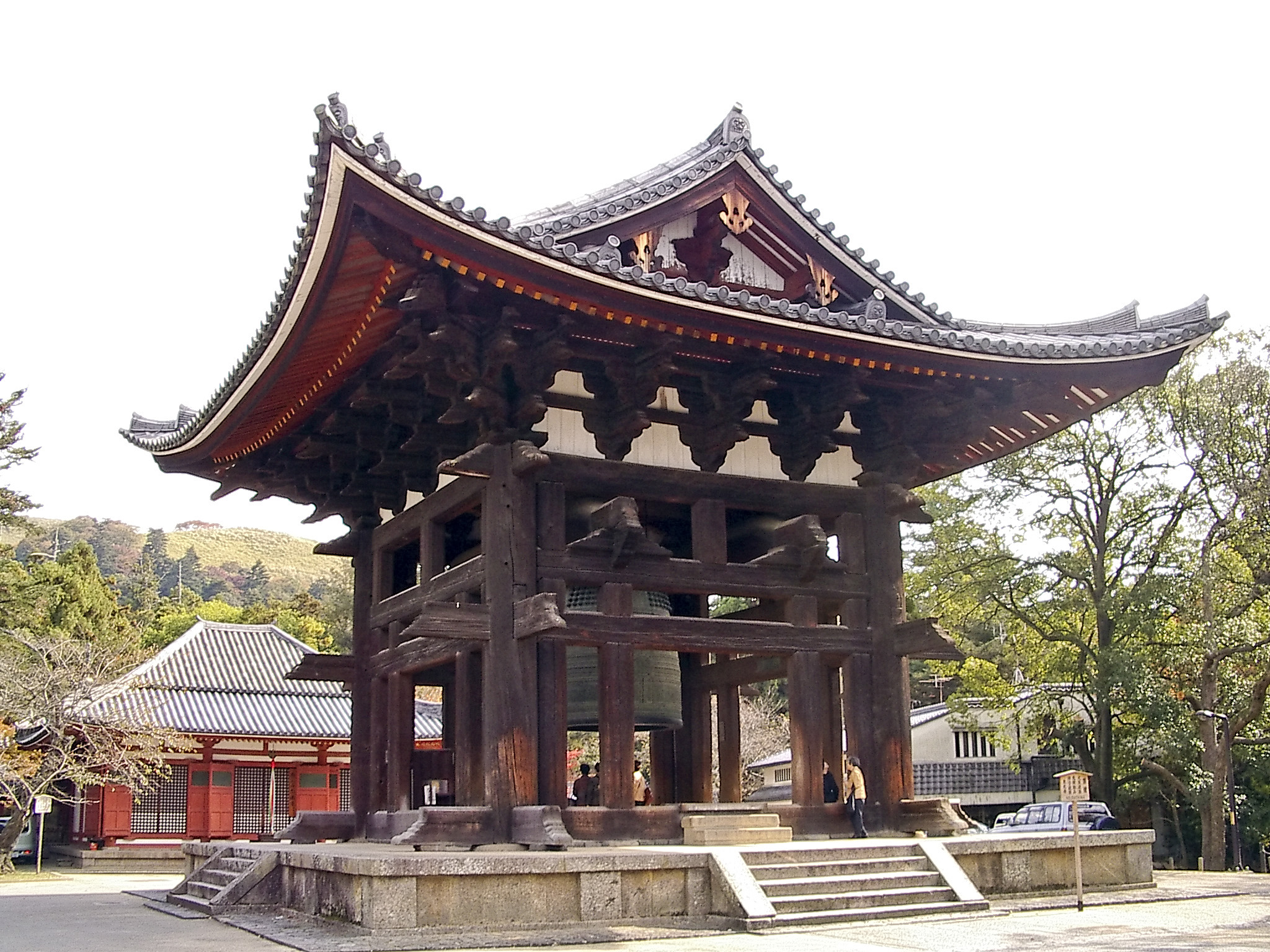
Clopotnița templului.

Se spune că la construcția templului au participat foarte mulți călugări, conduși de către arhitectul și călugărul Gyōki (668-749), care au călătorit în toată Japonia pentru a solicita donații. Templul a fost construit în anul 745, dar a fost finalizat complet abia în anul 751, constituind un mare complex religios. La ora actuală, Tōdai-ji este cea mai mare construcție religioasă din lemn și cel mai mare templu budist din Japonia. Construcția templului aproape că a falimentat economia japoneză.
Sala Marelui Buddha (Daibutsuden) de la Tōdai-ji a fost reconstruită de două ori din cauza unor incendi. Construcția actuală datează din secolul al XVIII-lea. Marele Buddha are o înălțime de 15 metri și este în întregime din bronz. La ceremonia de sfințire a statuii, au participat 10.000 de oameni, iar ceremonia a fost efectuată de călugărul indian Bodhisena.
Pe lângă Sala Marelui Buddha, Tōdai-ji mai deține în complețul său câteva altare ,o clopotniță budistă (shuro), o sală de lectură a sūtrelor (kōdo), o sală de păstrare a tobei sacre (kōro), și în sud se află o poartă cu două statui a doi paznici cerești (Niōmon). Poarta datează din secolul al XII-lea, fiind construită în stilul chinezesc al dinastiei Song, iar cei doi paznici cerești (Niō) au fost realizați din lemn de către călugărul japonez Unkei (1150-1223). Complexul inițial conținea două pagode (tō) de 100 de metri, dar au fost distruse în urma unui cutermur. De asemenea, există și o Sală a Lotusului (Hokke-dō) unde se păstrează o colecție impresionantă de statui și de obiecte ceremoniale budiste.
În 1998 templul Tōdai-ji a fost înscris în lista locurilor din Patrimoniul Mondial UNESCO făcând parte din complexul Monumentele și grădinile din orașul imperial Nara.

## Fotogalerie

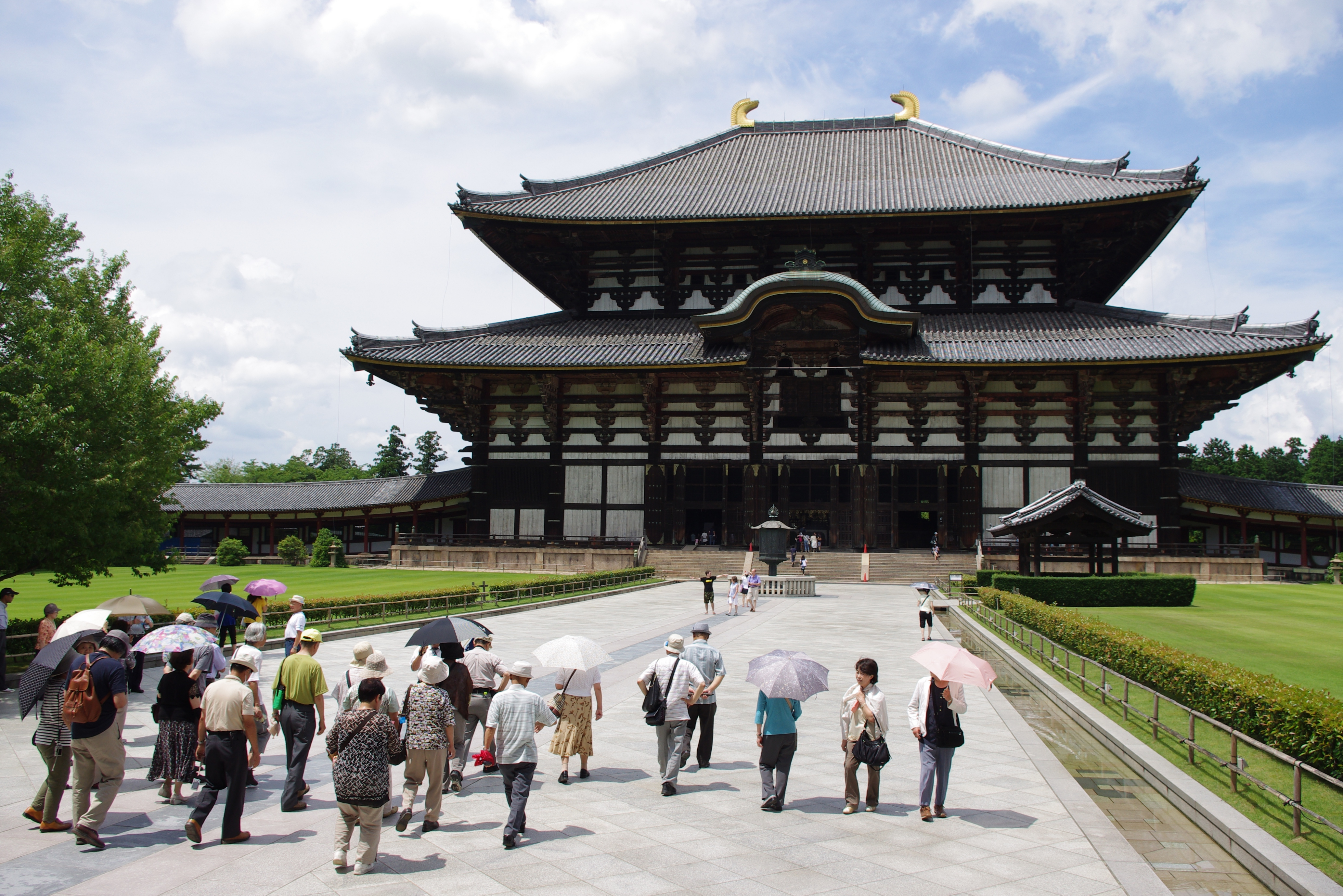
Sala Marelui Buddha (Daibutsuden)
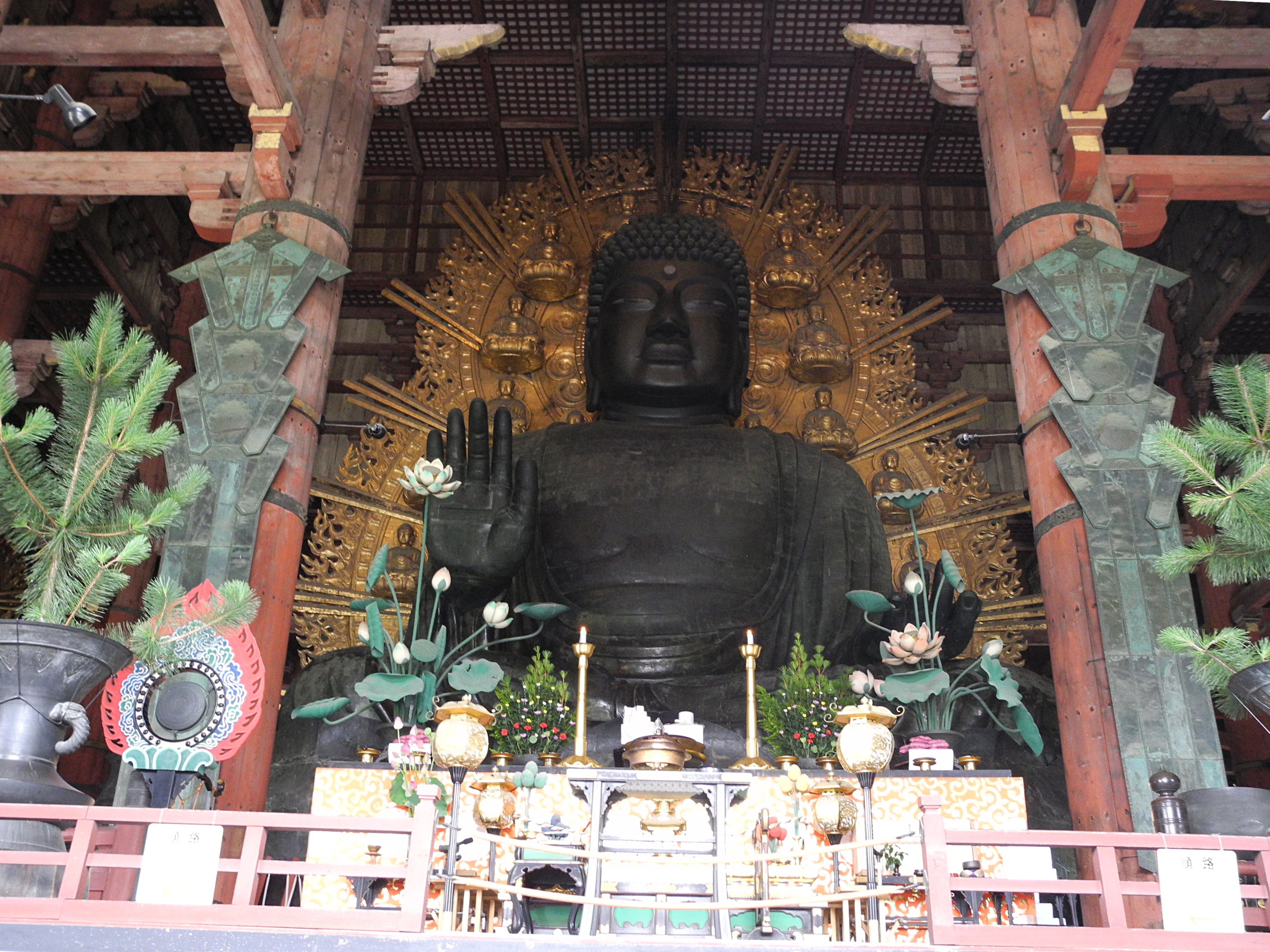
Statuia Marelui Buddha (Daibutsu)
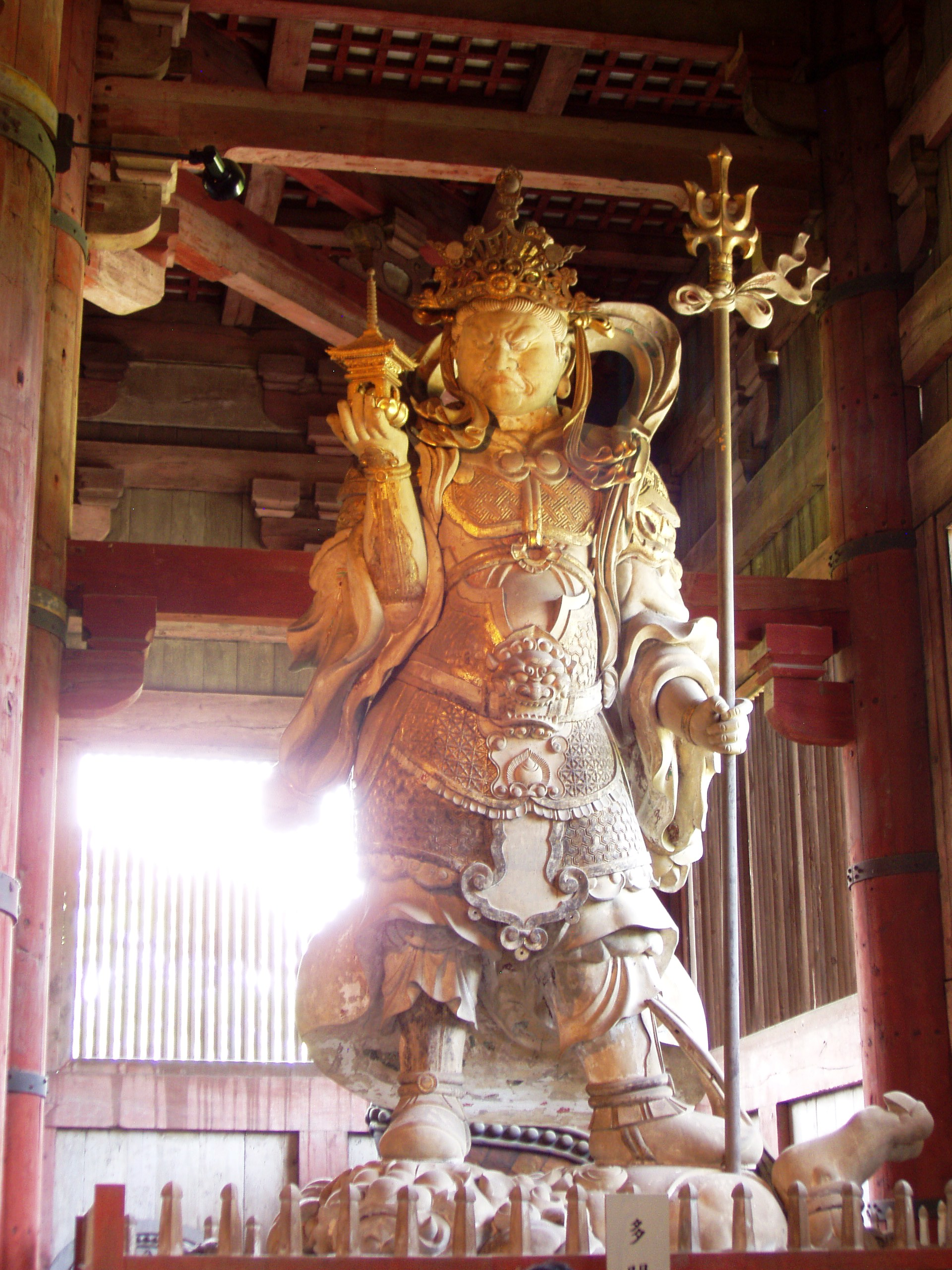
Statuia lui Bishamonten, unul dintre cei patru regi cerești
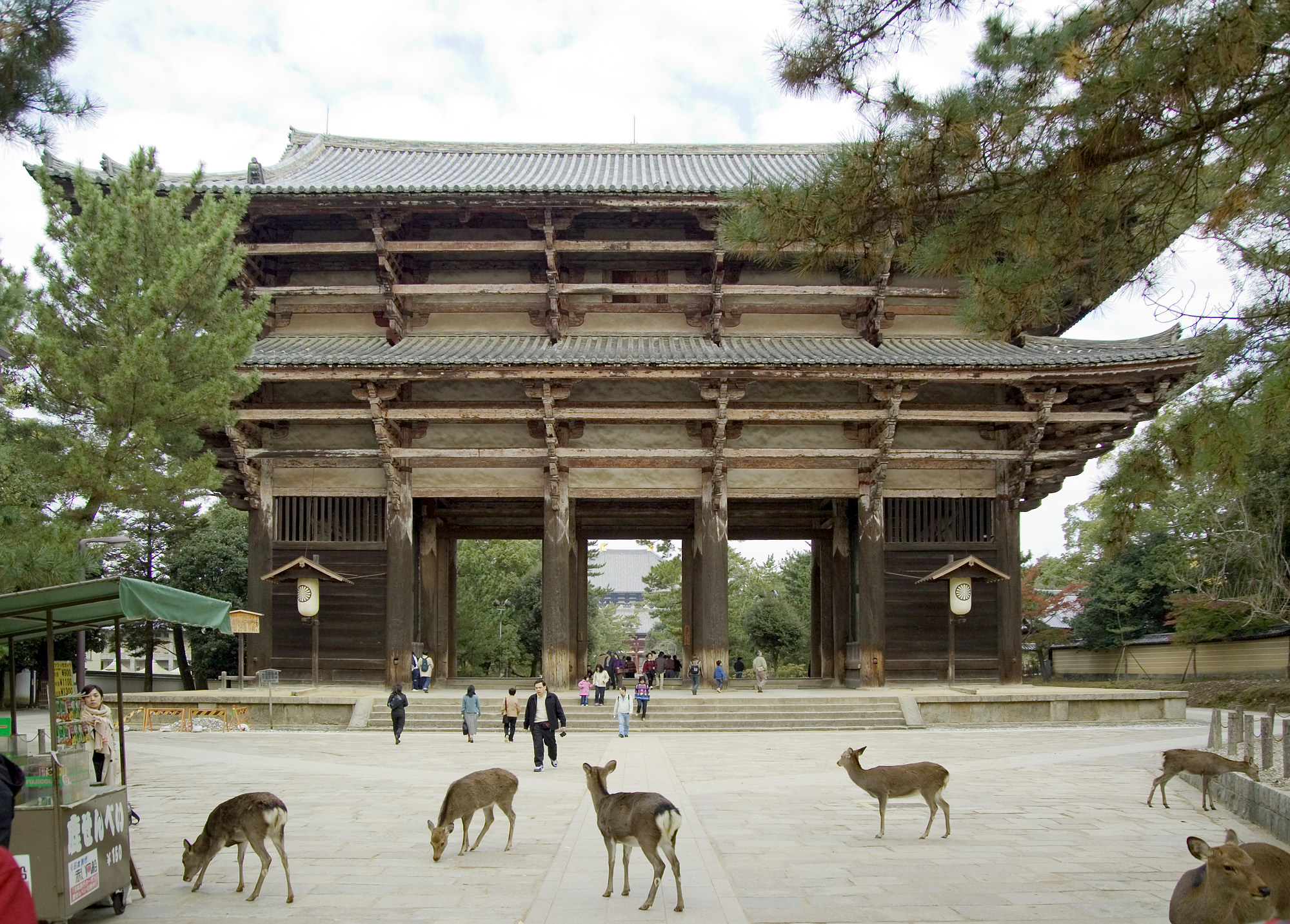
Poarta Nandaimon
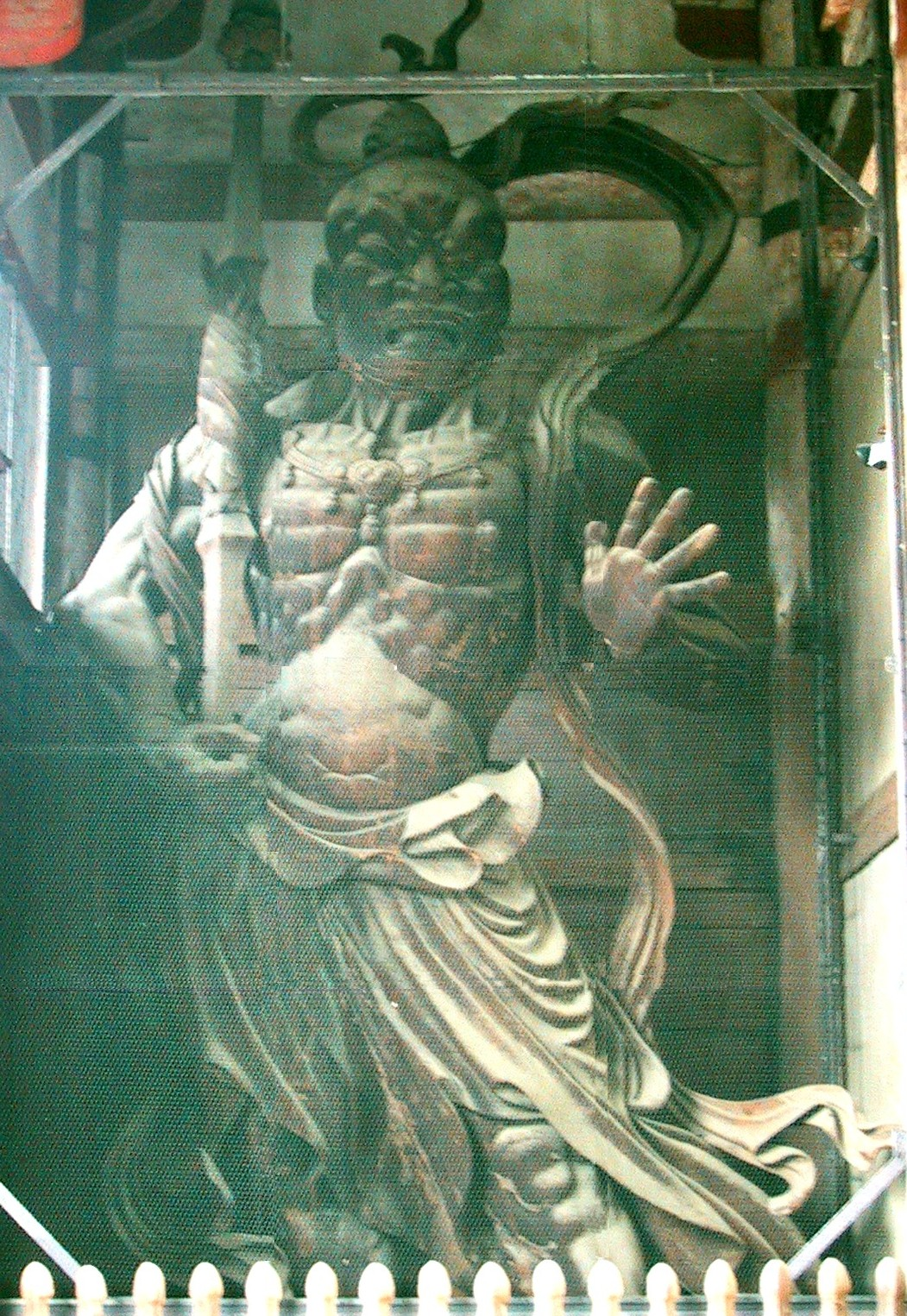
Statuia unui paznic ceresc
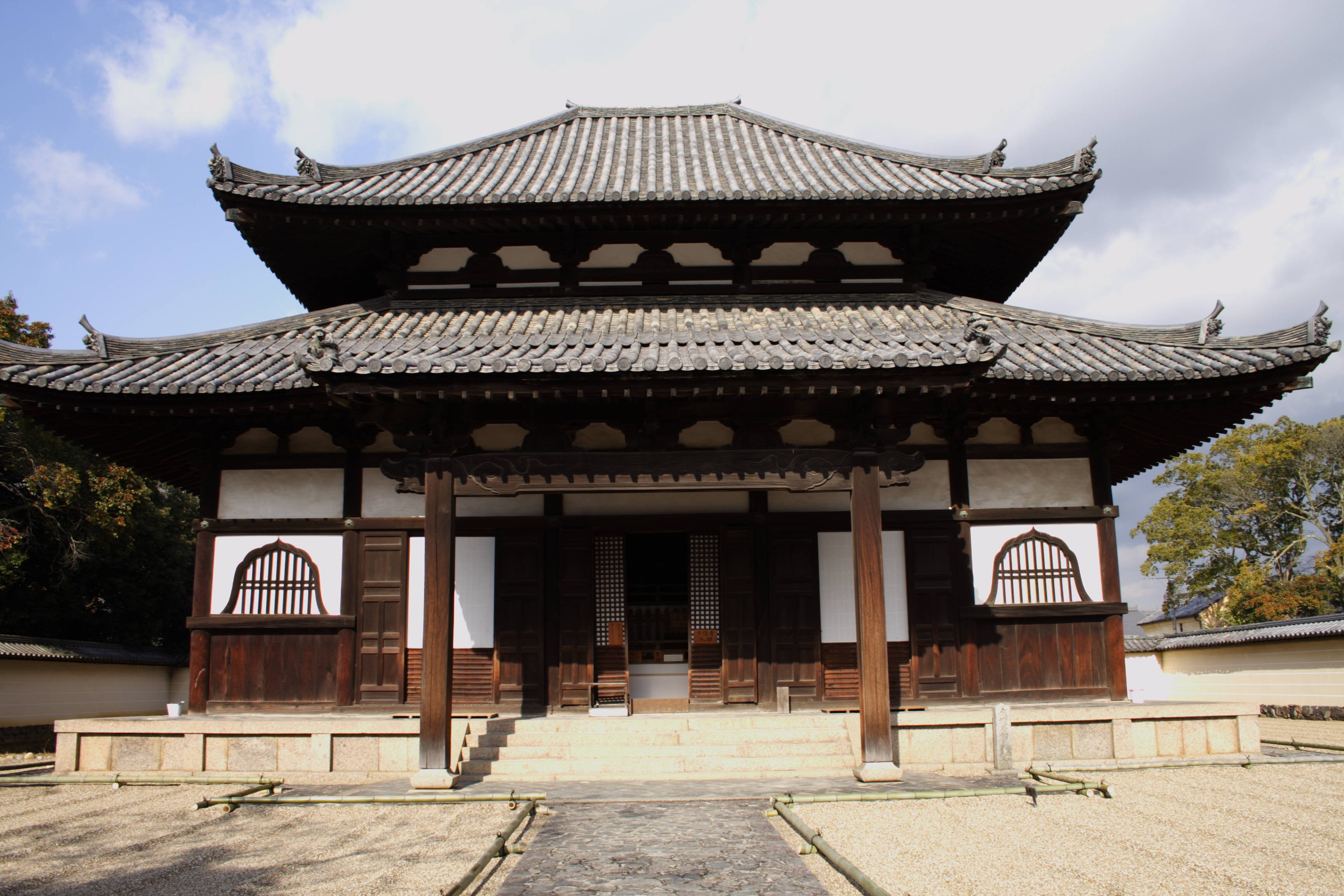
Altarul Kaidan-in din curtea templului
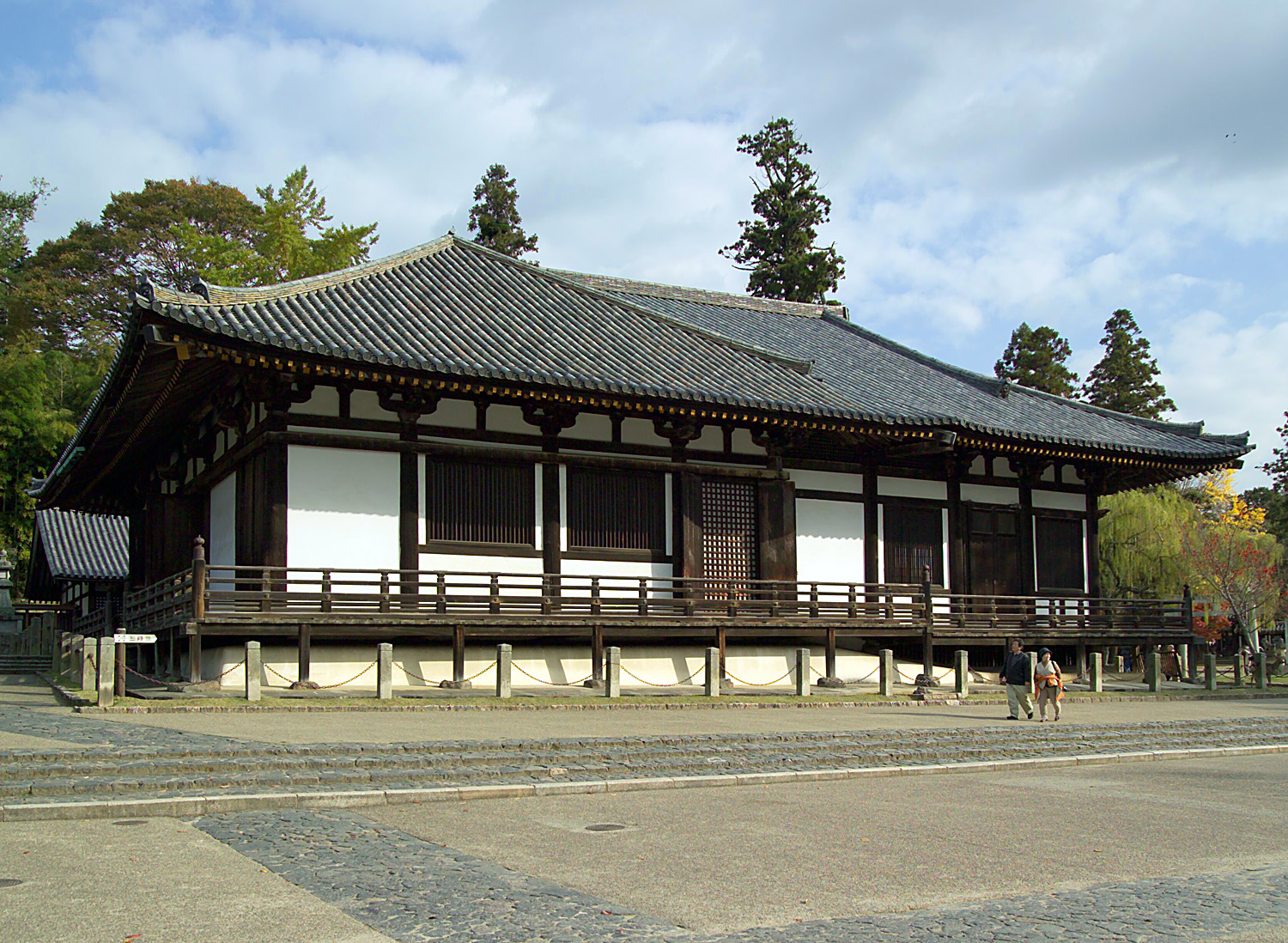
Sala Lotusului.